# Tumba Madzari
Tumba Madzari (en macedonio, Тумба Маџари) es un yacimiento arqueológico ubicado en la localidad de Cento, del municipio de Gazi Baba, en Macedonia del Norte. Es el asentamiento neolítico más importante del valle de Skopie. Fue descubierto entre 1961 y 1962 durante las excavaciones arqueológicas de prueba relacionadas con la construcción de una autopista.
Las primeras excavaciones arqueológicas fueron realizadas en 1978 por el Museo de Macedonia, bajo la dirección de Voislav Sanev. La estratigrafía del asentamiento presenta una capa cultural que indica que la vida tuvo lugar de forma continua entre los años 6000 y 4300 a. C.
Las excavaciones han sacado a la luz restos de edificios, así como de otros objetos del periodo Neolítico. Los restos se enmarcan dentro de la denominada cultura de Anzabegovo-Vršničkata I-III. Alcanzó su mayor desarrollo en las fases II-III de dicha cultura, cuya cronología se enmarca hacia 5800-5300 a. C.
A partir del 2008 se ha realizado en el yacimiento un proyecto con fines científicos, turísticos y educativos, mediante el cual se han reconstruido varias casas para mostrar lo que habría sido una aldea neolítica. Por otra parte, los objetos encontrados en las excavaciones se conservan en el Museo Arqueológico de la República de Macedonia del Norte.

## Hallazgos

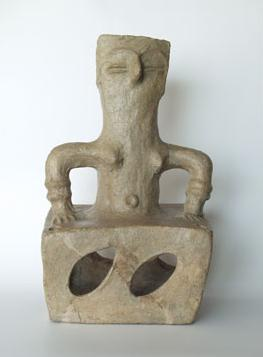
Estatuilla de la denominada «gran madre».

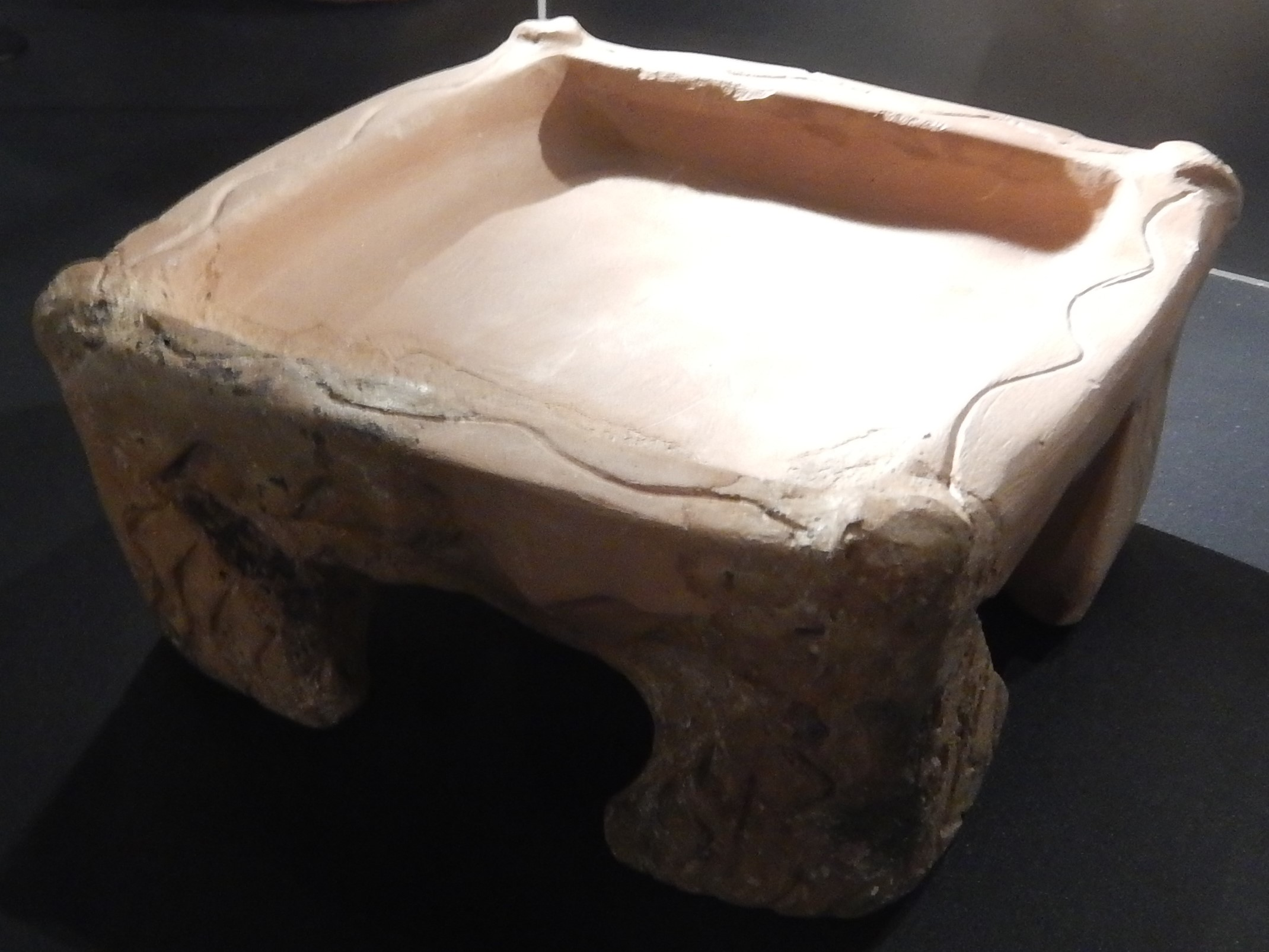
Altar en forma de mesa.

Los restos de edificios que se han excavado muestran que la mayoría son de planta cuadrada o rectangular, excepto dos que tienen forma de “Г“. En ellos había hogares, hornos, molinos, espacios de almacenamiento y espacios sagrados. Estaban organizados en torno a un espacio común. Los materiales de construcción que se utilizaron eran madera, tierra, paja, arcilla y juncos. Sus dimensiones oscilan entre 4,5 x 6 m y 6 x 10,5 m.  
Con respecto a los objetos hallados, abundan los recipientes de cerámica, de formas muy diversas y decorados. Por otra parte, en este yacimiento se encuentran esculturas de cerámica muy singulares de una figura femenina que los investigadores han denominado «gran madre», que probablemente fuera una divinidad asociada con la fertilidad. También se han encontrado otros tipos de estatuillas femeninas y otras con formas de animales, así como una especie de altares con forma de mesa.
Otros objetos tienen relación con las actividades cotidianas, como herramientas, útiles para la agricultura, la ganadería, la construcción o para la confección de tejidos. Otros tenían la función de joyas decorativas, realizadas con diferentes tipos de piedra, arcilla o conchas. De algunos de los objetos hallados se desconoce su función o su simbología.